# فيرت
فيرت Weert  بلدية بمقاطعة ليمبورخ، هولندا.

## طوبوغرافيا
خريطة طوبوغرافية هولندية لبلدية فيرت، ديسمبر 2015، (تقرأ بعد ثلاث نقرات على الخريطة)

## توأمة
لفيرت اتفاقيات توأمة مع:
- راكوفنيك

## أعلام
- البكاي بوشيبة
- سجينغ شالكن
- فرانك فان كاوين
- فيرا فان بول